# Heinz-Otto Kreiss
Heinz-Otto Kreiss (* 14. September 1930 in Hamburg, Deutsches Reich; † 16. Dezember 2015 in Stockholm) war ein schwedisch-US-amerikanischer Mathematiker, der sich mit partiellen Differentialgleichungen, ihrer Numerik und ihren Anwendungen beschäftigte.
Kreiss promovierte 1959 an der Königlich Technischen Hochschule Stockholm (Über die Lösung des Cauchyproblems für lineare partielle Differentialgleichungen mit Differenzengleichungen) bei Göran Borg. In den 1970er Jahren war er Professor an der Königlich Technischen Hochschule Stockholm (wo er ab 1965 der erste Professor für Numerische Analysis war) und in den 1980er Jahren am Caltech, wo er inzwischen emeritierte. Er war auch Professor an der University of California, Los Angeles (UCLA).
Kreiss studierte das Anfangswertproblem partieller Differentialgleichungen, numerische Behandlung von partiellen Differentialgleichungen, Differenzengleichungen und Anwendungen auf die Hydrodynamik und Meteorologie.
1974 hielt er einen Plenarvortrag auf dem Internationalen Mathematikerkongress (ICM) in Vancouver (Initial Boundary Value Problems for Hyperbolic Partial Differential Equations). 2002 erhielt er den Preis der National Academy of Sciences für Numerische Analysis und Angewandte Mathematik. 2003 war er John von Neumann Lecturer der Society for Industrial and Applied Mathematics (SIAM). Er ist Mitglied der Königlich Schwedischen Akademie der Wissenschaften und der American Academy of Arts and Sciences.
Zu seinen Doktoranden zählt Björn Engquist.

## Schriften
- mit Jens Lorenz: Initial-boundary value problems and the Navier-Stokes equations, Academic Press 1989, SIAM 2004
- mit Hedwig Ulmer Busenhart: Time-dependent partial differential equations and their numerical solution, Birkhäuser 2001
- mit Bertil Gustafsson, Joseph Oliger: Time dependent problems and difference methods, Wiley 1995